# Paepalanthus tricholepis
Paepalanthus tricholepis är en gräsväxtart som beskrevs av Silveira. Paepalanthus tricholepis ingår i släktet Paepalanthus och familjen Eriocaulaceae. Inga underarter finns listade i Catalogue of Life.